# Organizator igre
Organizator igre, razigravač ili playmaker jedna od pet košarkaških pozicija. Organizatori igre su kroz povijest bili uglavnom najniži igrači na terenu, dok danas postoji sve više viših pojedinaca na toj poziciji. Njegov zadatak je vođenje svoje momčadi točnije organiziranje napada (postizanje koševa ili asistencije). Organizator igre mora iznad svega potpuno slušati svog trenera kako bi mogao provesti njegov plan u djelo. Ima puno različitih stilova bekova odnosno organizatora igre, nekima je važnije postizanje koševa, nekima asistencije, a nekima dobra obrana. Ta pozicija je jedan od najvažnijih pozicija u povijesti košarke jer se tu poziciju igra glavom, a ne snagom i jačinom. 

## Vanjske poveznice
- KK Zadar  Arhivirana inačica izvorne stranice od 25. listopada 2013. (Wayback Machine) Trenerski kutak, pristupljeno 1. listopada 2010.